# Horst Engert
Horst Engert (* 21. Mai 1886 in Frankenberg/Sa.; † 17. Juli 1949 in Dresden) war ein deutscher Literaturwissenschaftler.

## Leben

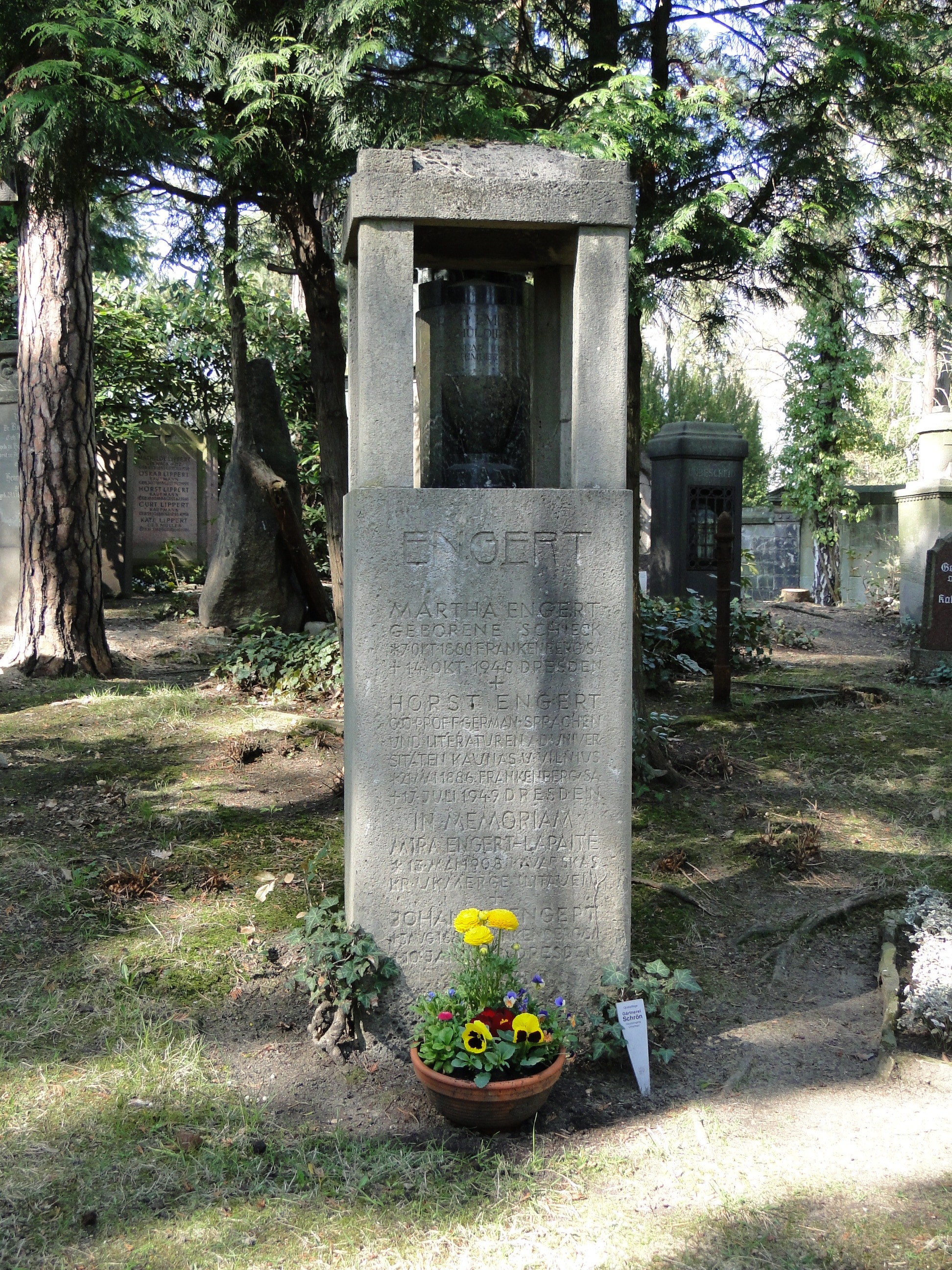
Grab von Horst Engert in Dresden

Er war der Sohn des Frankenberger Bürgerschuldirektors Friedrich Emil Engert. Nach dem Besuch der Realschule mit Progymnasium wechselte er an das Gymnasium zum Heiligen Kreuz in Dresden. Ab 1906 studierte er Rechts- und Staatswissenschaften, Philosophie, Germanistik, Geschichte und Pädagogik an den Universitäten Freiburg im Breisgau und Leipzig. 1910 wurde er in Leipzig zum Dr. phil. promoviert und legte 1911 das Staatsexamen ab. Nach einem einjährigen pädagogischen Vorbereitungsdienst wurde er 1912 Gymnasiallehrer in Leipzig, wechselte dann nach Dresden, nach Wurzen, nach Plauen im Vogtland und zurück nach Dresden, wo er 1924 an der Technischen Hochschule seine Habilitation verteidigte. Anschließend wurde er dort Privatdozent für deutsche Literatur.
1927 folgte Horst Engert einem Lehrangebot der Universität Kaunas, wo er fortan zunächst von Oktober bis Dezember und später ganzjährig am Lehrstuhl für deutsche Sprache und Literatur unterrichtete, der 1939 nach Vilnius verlegt wurde.
Da Horst Engert 1937 in zweiter Ehe eine Jüdin geheiratet und die deutsche Staatsangehörigkeit aufgegeben hatte, wurde er nach der Besetzung Litauens durch deutsche Truppen aus dem Lehrdienst entlassen. Seine Frau wurde 1942 in einem Ghetto umgebracht, er selbst arbeitete als Schreiber in einer deutschen Feldkommandantur und flüchtete später vor der anrückenden Roten Armee zurück nach Dresden, wo er seine letzten Lebensjahre verbrachte. Er verstarb 1949 und wurde auf dem Urnenhain Tolkewitz beigesetzt.